# Геджинай
Геджинай(лит. Gedžiūnai) — село в Литві з населенням 3 чоловіка, знаходиться в Ігналінському районі, за 7 км на схід від Казітішкіс. До Другої світової війни знаходилось у Польщі, Свенцянському повіті, Віленському воєводстві.